# Lotte Witt

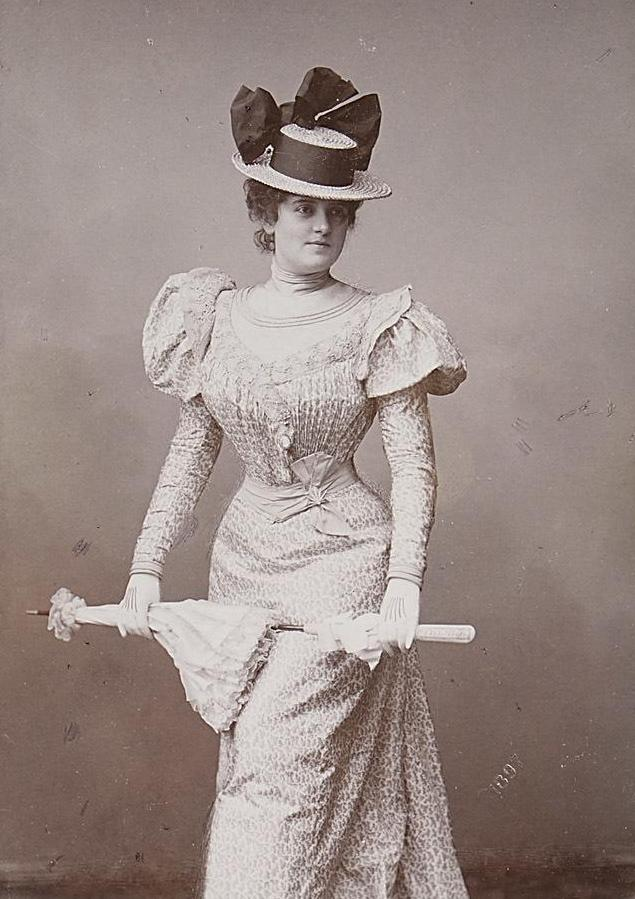
Lotte Witt (1897)

Lotte Witt (* 23. April 1870 in Berlin; † 28. Dezember 1938 in Wien) war eine deutsche Theaterschauspielerin. Ihre wichtigste Wirkungsstätte war das Wiener Burgtheater, dem sie über 30 Jahre lang angehörte.

## Leben

### Mainz, Elberfeld, Sankt Petersburg
Lotte Witt wuchs als junges Kind im englischen Sprachbereich auf, da ihre Eltern, die Schauspieler Fanny und Julius Witt, 1871 nach Amerika emigrierten und sich dort deutschsprachigen Theatern anschlossen. Nach dem frühen Tod ihres Vaters (1879) kehrte sie mit ihrer Mutter nach Europa zurück. In Mainz, wo sie zur Schule ging, machte Lotte Witt am Stadttheater erste Bühnenerfahrungen. Bereits als 18-Jährige wurde sie nach Elberfeld engagiert. Kurz darauf gelangte sie nach Sankt Petersburg, das damals ein Zentrum deutschsprachiger Theaterkultur war.
Als immer noch sehr junge Schauspielerin, „fast noch ein Kind“, traf Lotte Witt hier auf berühmte Kollegen wie Josef Kainz, Friedrich Mitterwurzer, Arthur Vollmer, Emanuel Reicher oder Jenny Groß. Die Italienerin Eleonora Duse trat in Gastvorstellungen auf. Gleich an ihrem ersten Tag in Sankt Petersburg bestand Lotte Witt eine Bewährungsprobe. Die Hauptdarstellerin des Wildenbruch-Dramas Die Haubenlerche musste krankheitsbedingt absagen. Da der Petersburger Intendant Philipp Bock kein Ersatzstück parat hatte, bot Lotte Witt an, die Rolle in der Haubenlerche zu übernehmen – sie hatte das Stück bereits in Elberfeld gespielt. Trotz großer Bedenken willigte Bock ein. Der österreichische Theaterkritiker Hermann Bahr, der sich zu der Zeit in Sankt Petersburg aufhielt, erinnerte sich Jahre später an den Abend:

„[...] sie fängt mit der größten Ruhe zutraulich zu plaudern an, [...] gleich wie zu alten Bekannten, und ihre helle Stimme wiegt sich und jetzt fliegt ihr Lachen auf ein Mal wie eine Lerche durch das Haus. [...] Und wir sehen uns an und wissen jetzt alle, dass die kleine Person eine große Schauspielerin ist, und wir haben eine solche Freude! Ich habe seitdem noch manches beim Theater erlebt, aber niemals habe ich mehr das ganze Geheimniß des Schauspielers lebendiger gespürt: dieses ist, den Menschen durch seine bloße Existenz wohl zu thun, wie einem Blumen wohl thun, bloß dadurch, daß sie auf der Welt sind; dafür kann man ihnen nie genug danken.“

Der große Erfolg hatte zur Folge, dass das Petersburger Publikum ständig neue Inszenierungen mit Lotte Witt sehen wollte. 1891 gab sie jedoch dem beharrlichen Werben des Intendanten Bernhard Pollini nach und ging nach Hamburg.

### Hamburg und Wien

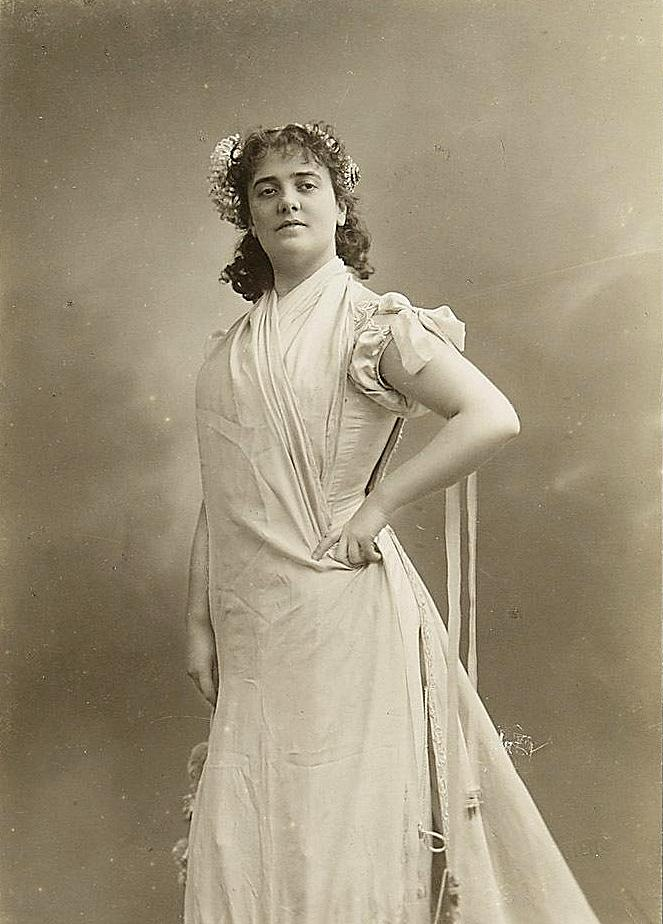
Lotte Witt in einer Aufführung von Ludwig Fuldas Lustspiel Die Zwillingsschwester (Wien, 1905)

In der Hansestadt avancierte Lotte Witt im Laufe nur weniger Monate zu einem Publikumsliebling des Thalia Theaters. In den Worten Hermann Bahrs: „Sie sah die Leute nur an und hatte sie schon.“ Sie spielte zu dieser Zeit vor allem im naiven, munteren und sentimentalen Fach. Zu ihren Rollen zählten aber auch die Franziska in Lessings Minna von Barnhelm und die Rahel in Grillparzers Die Jüdin von Toledo.
Am 1. April 1895 gastierte Lotte Witt als Fanchon in Charlotte Birch-Pfeiffers „ländlichem Charakterbild“ Die Grille erstmals am Wiener Burgtheater und zielte damit bereits auf ein Engagement ab. Weitere Gastrollen hatte sie in Stücken von Iffland und Wilbrandt sowie als Ilka in Krieg und Frieden. Diese Auftritte wurden als sehr gelungen empfunden, so dass Intendant Paul Schlenther sie ab dem 3. Juni 1898 fest für sein Ensemble verpflichtete. In Hamburg war die Trauer über den Verlust der Schauspielerin allerdings so groß, dass – nach einer Formulierung von Siegfried Loewy – „die im Hafen vor Anker liegenden Schiffe [fast] halbtopp gehißt“ hätten.
Zu ihren ersten festen Rollen in Wien gehörte die der Magd Hanne Schäl in Gerhart Hauptmanns Milieudrama Fuhrmann Henschel. Die „derbe Sinnlichkeit, das Bäuerisch-Schlaue und Berechnende“ brachte Lotte Witt nach dem Urteil eines Kritikers „mit fast unheimlicher Wirklichkeitstreue heraus“. Schon 1900, nach gerade einmal zweijährigem Engagement, wurde sie zur Hofschauspielerin ernannt, was die Presse als „höchst seltene[n] Fall“ bezeichnete. Im selben Jahr zählte die führende naturalistische Zeitschrift Die Gesellschaft sie neben Josef Kainz zu den „fremde[n] Schauspieler[n] ersten Ranges“, die „auf der Burgbühne heimisch geworden“ sind.
Während der Intendanz von Schlenther (1898–1910) entwickelte sich Lotte Witt zur Salondame. Als sie Otto Brahm als Nachfolgerin für die große Agnes Sorma nach Berlin verpflichten wollte, lehnte sie das Angebot ab. In Wien war sie allmählich in den größten Rollen zu sehen, so etwa – an der Seite von Kainz – als Cressida in Shakespeares Troilus und Cressida, in der Titelrolle von Henrik Ibsens Schauspiel Hedda Gabler und als Anna Karenina in einer Bühnenfassung des Romans von Leo Tolstoi. Nach Jahren sah Hermann Bahr sie auf der Wiener Bühne wieder und erkannte die Entwicklung, die stattgefunden hatte:

„Damals hatte sie sich […] eigentlich begnügt, den Reiz ihres reinen, innigen und, ich muß es noch einmal sagen, so blumenhaften Wesens walten zu lassen. […] Aber jetzt hatte sie gelernt, sich in das Schauspiel zu ordnen. Sie war gebändigt; jetzt hielt sie an sich, Wort und Geberde hatten das schönste Maß, sie vergaß nicht mehr, dem Ganzen zu gehorchen. Die glücklichste Natur war zur edelsten Kunst geworden.“

Wie es für eine professionelle Schauspielerin nicht unüblich war, verfügte Lotte Witt über eine gut ausgebildete Singstimme, die gelegentlich auch bei Aufführungen zum Tragen kam. Eher ungewöhnlich zu dieser frühen Zeit war jedoch, dass eine deutsche Schauspielerin sich an einen aktuellen Ragtime-Song wagte und ihn 1902 auf Schallplatte veröffentlichte. Lotte Witt spielte das Lied des Komponisten-Ehepaars Joseph E. Howard und Ida Emerson als Hallo My Baby (Originaltitel: Hello! Ma Baby) in passablem Englisch ein, wobei ihr die Kindheitsjahre in Amerika möglicherweise zugutekamen.
Am 7. April 1926 ernannte der österreichische Bundesminister für Unterricht Lotte Witt zum Ehrenmitglied des Burgtheaters. Insgesamt blieb sie der Wiener Bühne mehr als dreißig Jahre verbunden. Mit ihren besten Rollen trat sie auch in Gastspielen auf, unter anderem in Salzburg, Klagenfurt, Pilsen und Czernowitz. Im Jahr 1930 beendete Lotte Witt krankheitsbedingt ihre Karriere. Kurz darauf wurde sie mit dem Goldenen Ehrenzeichen für Verdienste um die Republik Österreich ausgezeichnet. In einem Nachruf am Neujahrstag 1939 zählte das Neue Wiener Tagblatt sie zu den „scharmantesten [sic] und erfolgreichsten Schauspielerinnen des deutschen Theaters“.

### Familie
Verheiratet war Lotte Witt mit dem Generalmajor Livius Borotha von Trstenica  (1869–1961), der einer kroatischen Adelsfamilie entstammte. Die Hochzeit im Jahr 1906 sorgte in der in- und ausländischen Presse für einiges Aufsehen, da es Offizieren zu der Zeit nicht erlaubt war, Schauspielerinnen oder Sängerinnen zu heiraten. Der österreichische Kaiser persönlich erteilte ausnahmsweise die Erlaubnis zur Vermählung. Das Paar hatte zwei Kinder: den Juristen und kurzzeitigen Präsidenten des österreichischen Verwaltungsgerichtshofes, Sergius Borotha (1907–1990), und die Schauspielerin Susi Witt.
Geschwister von Lotte Witt waren der Schauspieler und Theaterdirektor Carl Witt (1862–1930), die Schauspielerin Hermine Straßmann-Witt und die Schauspielerin Käthe Franck-Witt (1872–1916). Ein Enkel von Lotte Witt ist der Schauspieler Thomas Frey.